# 比亚内·埃尔唐
比亚内·埃尔唐（丹麥語：Bjarne Eltang，1960年7月27日—），丹麦男子赛艇运动员。他曾代表丹麦参加世界赛艇锦标赛，获得二枚金牌、一枚银牌和一枚铜牌。他也曾参加1988年夏季奥林匹克运动会。